# Village de vacances
Pour les articles homonymes, voir Village (homonymie).
Ne doit pas être confondu avec Centre de vacances, Résidence de tourisme, Parc résidentiel de loisirs, Village étape ou Station touristique.

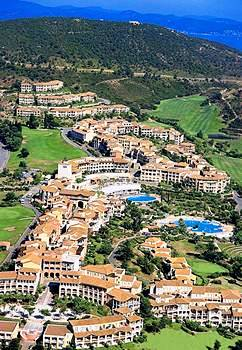
Vue aérienne du village de vacances de Cap Esterel.

Un village de vacances ou centre de vacances au Québec, aussi familièrement appelé club de vacances ou centre de villégiature, est un hébergement touristique organisé en plusieurs bâtiments, tels que des appartements, des bungalows ou des chalets, et proposant des services liés à l'hôtellerie, ainsi que des équipements et des activités de loisirs. Ces villages peuvent constituer des destinations à part entière, ou se situer dans des zones touristiques comme des stations de sports d'hiver, thermales ou balnéaires. On emploie également le terme village de gîtes pour désigner des petites structures allant généralement de cinq à trente hébergements maximum.

## Terminologies
Que le village de vacances ait une vocation commerciale ou sociale, l'historien Marc Boyer donne en 1972 dans son ouvrage Le tourisme la définition suivante « [le village de vacances est] un centre autonome constitué par des installations de type pavillonnaire en matériaux légers, destiné à assurer des séjours de vacances de plein air selon un prix forfaitaire comportant l'usage d'installations sportives et de distractions collectives. ». Si les installations ont évolué, la finalité de ces établissements perdure.

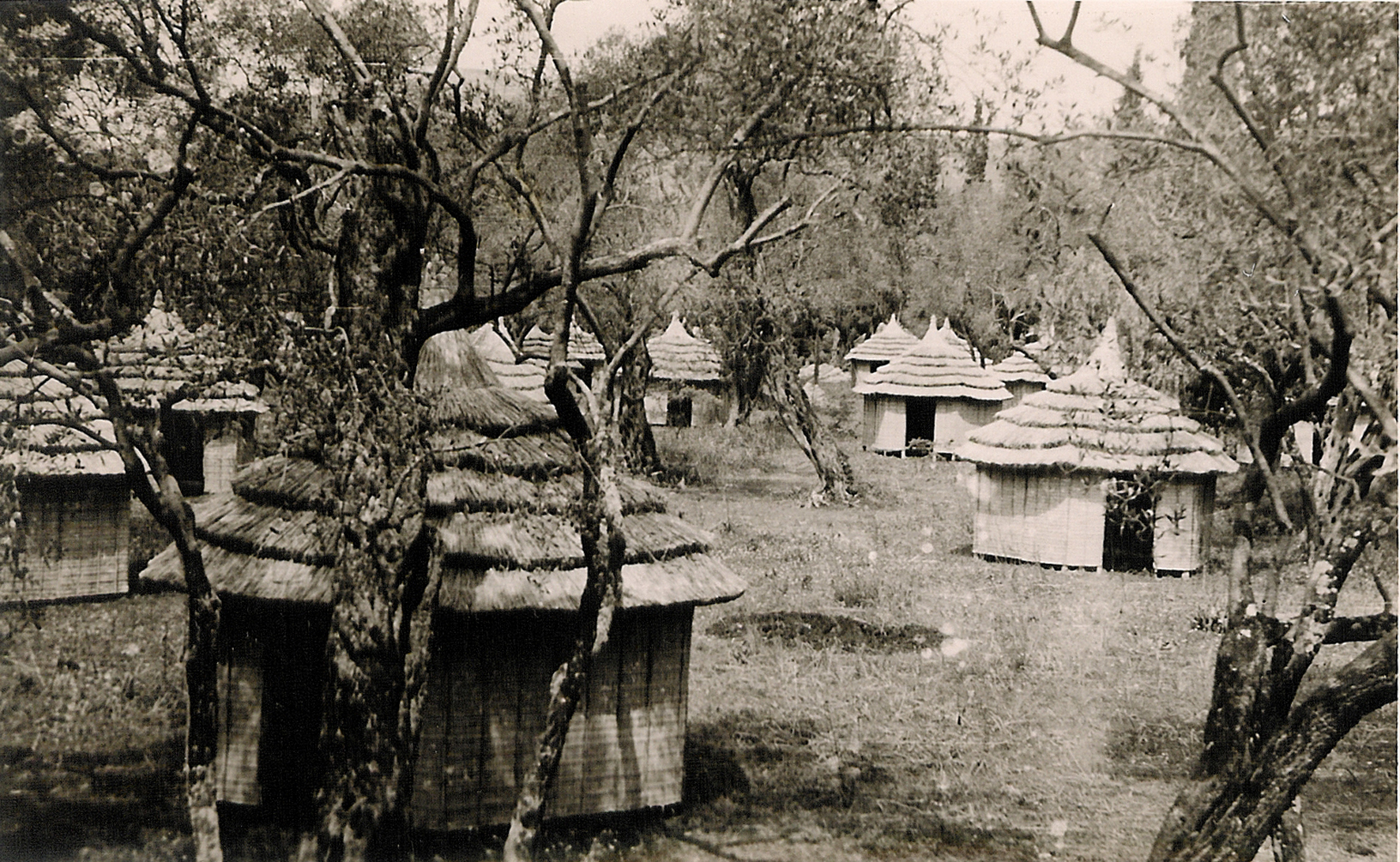
Ipsos, village annexe de Corfou, en 1960.

« Village de vacances » est utilisé pour la première fois en France en 1948 par le Touring club de France. Le terme désignait « une sorte de camping où les tentes sont fournies et préinstallées ». Le concept de village de vacances est reconnu en France par le décret du 25 mai 1968, (celui-ci est complété l'année suivante, puis à nouveau en 1975 et 1977). Le terme est toutefois utilisé pour des structures d'accueil de plus de 200 lits.
Au Québec, le terme village de vacances est employé et est associé aux termes « village-club, hôtel-club », jusqu'en 2003. Selon le Règlement sur les établissements d'hébergement touristique, établi par le ministère du Tourisme, les villages de vacances sont désormais considérés comme des centres de vacances.
Certains villages de vacances peuvent se spécialiser en ciblant une activité ou une clientèle particulière, comme le tourisme des handicapés ou le naturisme. D'autres proposent, en plus des logements disponibles, des emplacements de camping ; on parle alors « d'hôtellerie de plein air ». Les termes « club », « resort » ou « tout inclus » peuvent être associés à leur nom. Ils peuvent aussi prétendre à divers classements et labels. Les appellations « écovillage de vacances » ou « écogîte » sont utilisées par les structures qui adhèrent à un label environnemental tel que l'Écolabel européen.
« Resort » est un terme anglais généraliste pouvant désigner toute sorte de destination touristique comme un tout, activités et hébergement. Dans les pays anglo-saxons, les villages de vacances sont ainsi désignés par le terme « holiday village ». Les termes « holiday resort », « village resort » ou « all inclusive resort » peuvent aussi être utilisés. L'expression « all inclusive », ou « tout inclus » en français, est un concept de plus en plus répandu dans le monde du tourisme et de l'hôtellerie, permettant aux vacanciers de n'avoir qu'un seul intermédiaire lors de la réservation et du paiement de leurs séjours.
Les villages de vacances ne sauraient être confondus avec les centres de vacances et de loisirs (aussi appelés centres de vacances, colonies de vacances, classes de découverte, etc.) destinés à l'accueil collectif de mineurs. Ces derniers font l'objet d'une réglementation spécifique et sont généralement la propriété d'une collectivité territoriale.

## Histoire

### Centres de villégiature

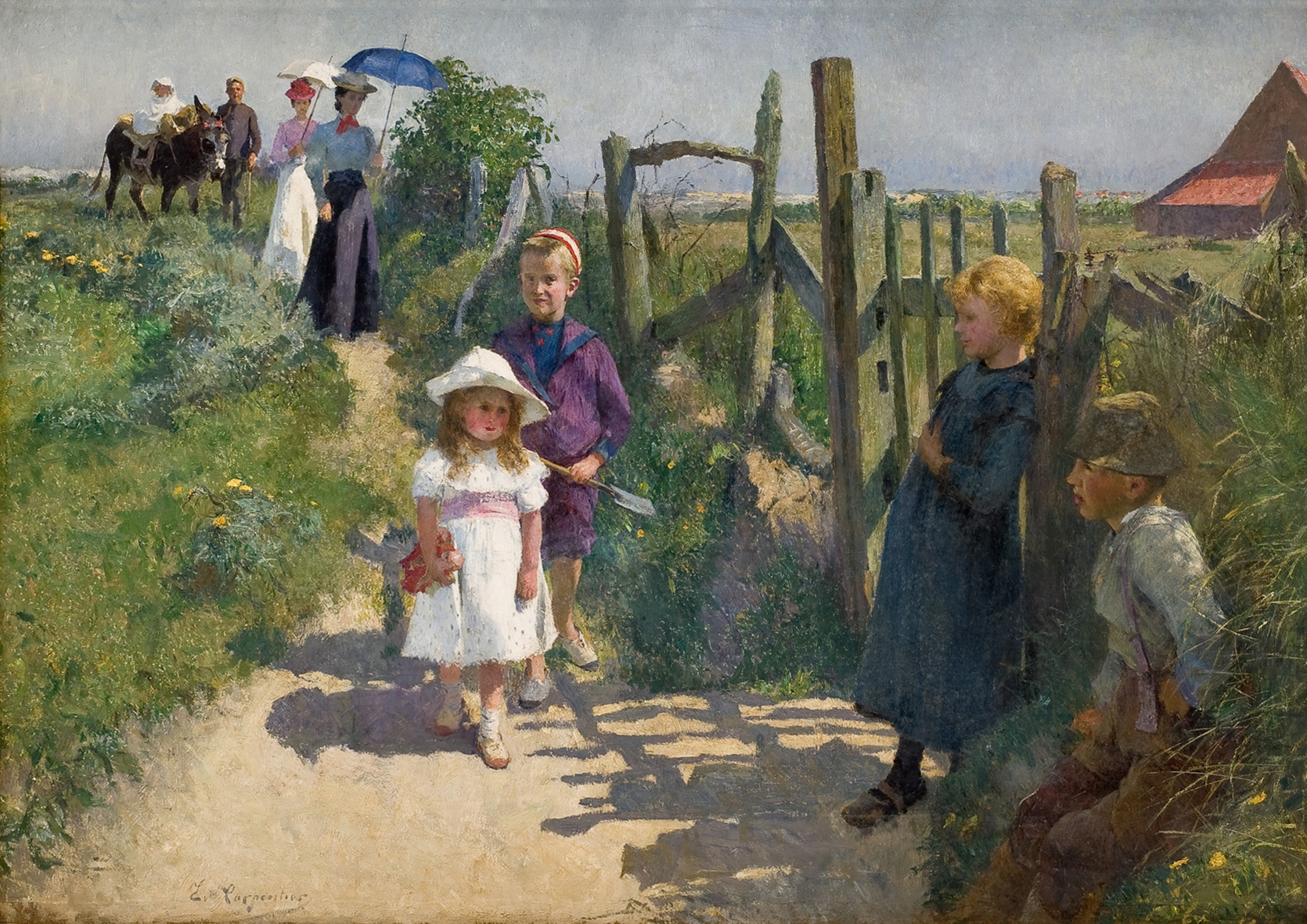
En villégiature, huile sur toile du peintre belge Évariste Carpentier (1845-1922).

Essentiellement apparus en France au XIXe siècle avec les stations balnéaires, les premiers sites de villégiature étaient situés en montagne, sur les côtes atlantiques (notamment à Biarritz, Arcachon, Royan, Deauville ou Le Touquet), ou autour des lacs de Genève et d'Annecy et sur la Côte d'Azur avec Monaco, Antibes, Nice ou Cannes, où le climat pouvait demeurer clément et agréable sur de longues périodes.
Souvent fréquentés par la noblesse et la haute bourgeoisie anglaise, allemande et française, ces lieux de villégiature se sont vite développés et se sont même livrés progressivement à une concurrence acharnée en développant des centres de thalassothérapie, spa, golfs, courts de tennis, etc. Si le public avait les moyens financiers que nécessitaient ces longs voyages d’agrément et de repos, le touriste pouvait alors se rendre pendant plusieurs semaines voire plusieurs mois dans de luxueuses villas parfois aménagées en hôtels de luxe pour se reposer, faire du sport, changer d’air toujours dans de très confortables conditions.
Au fur et à mesure de l’avancée dans le XXe siècle, le temps imparti à ces vacances de grand luxe s’est d’autant plus raccourci que les moyens de transport et de communication se sont développés.

### Villages modernes

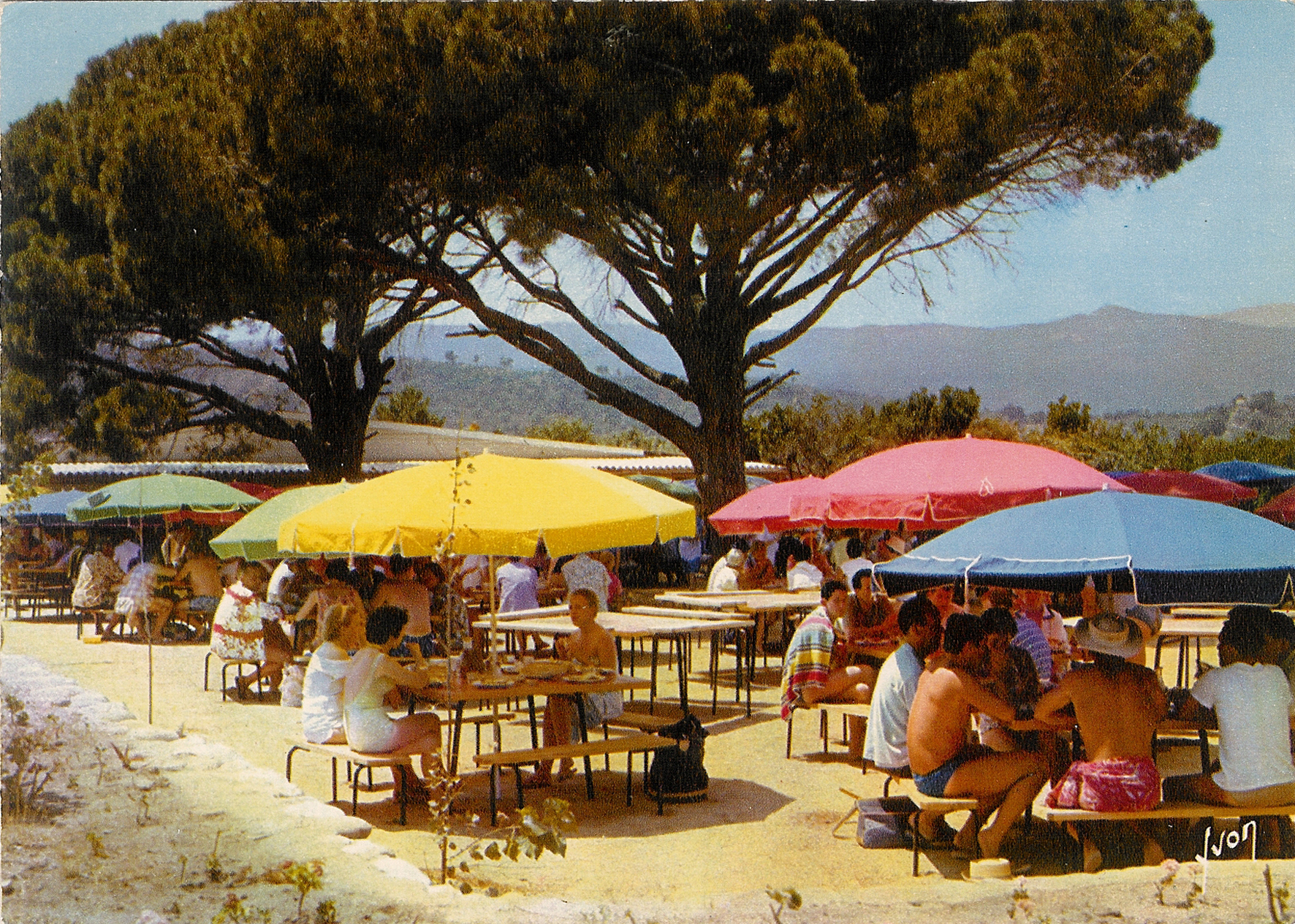
Village du Club Med de Santa Giulia en 1959.

Les fondateurs des « clubs de vacances », les années suivant la Seconde Guerre mondiale, sont issus d'une nouvelle bourgeoisie urbaine et sportive (les premiers fondateurs comme Gérard Blitz sont notamment membres de la section natation du club mondain du Racing Club de France) qui, bloquée dans son ascension aux postes de direction encore largement hérités, reconvertit ses ressources sportives d'abord dans son domaine de compétence, le sport (journaliste, entraîneur) puis en capital économique, les clubs de vacances.
Ces nouveaux bourgeois reprennent dans leurs clubs l'hédonisme et le bien-être corporel que certains avaient connu dans les auberges de jeunesse, rompant ainsi avec l'ascétisme de l'aristocratie et de la haute bourgeoisie traditionnelle et conservatrice.

## Classements et labels

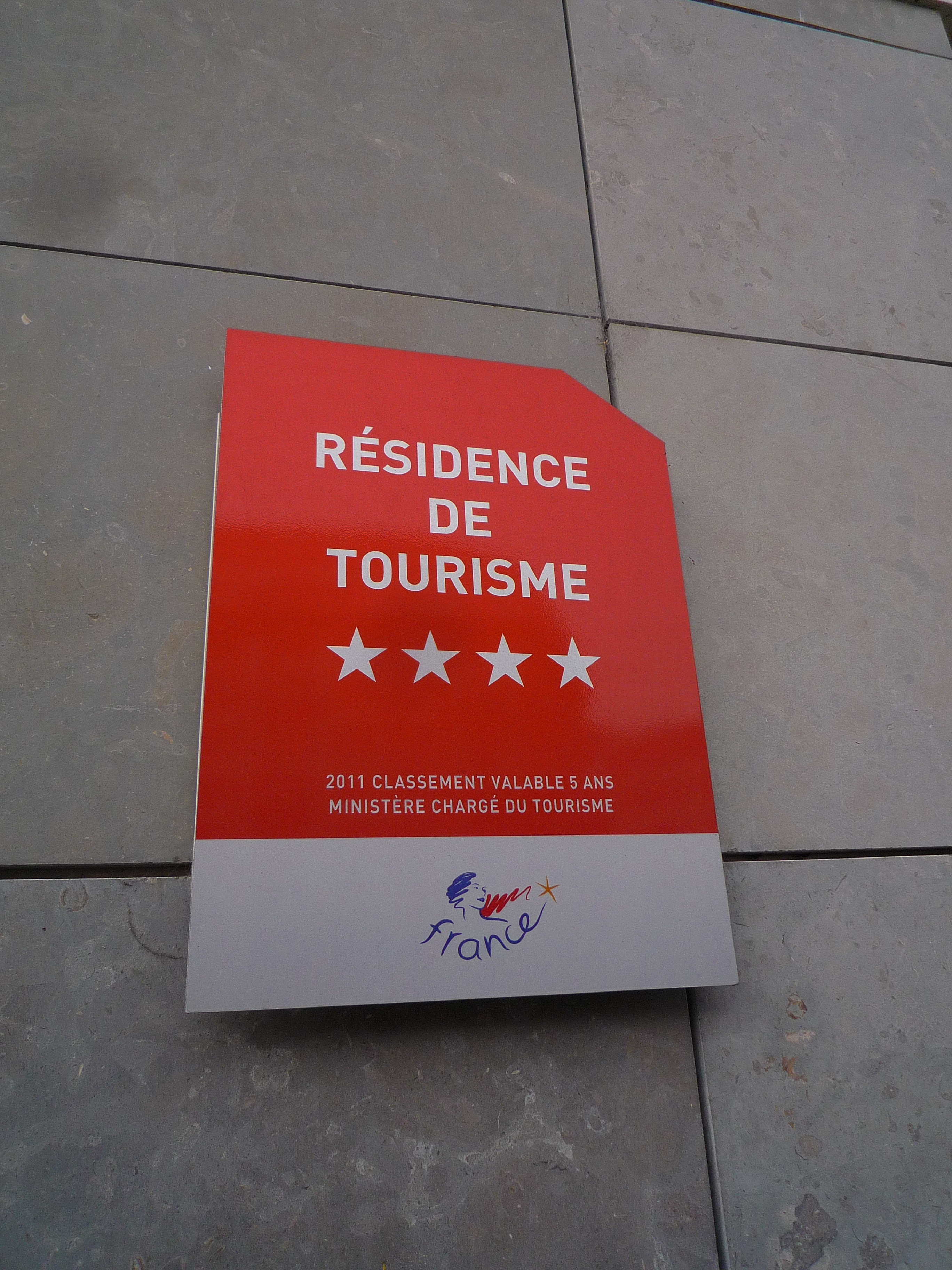
La signalétique des résidences de tourisme en France.

Dans certains pays, les villages de vacances peuvent obtenir des autorités d'État un classement, généralement en étoiles ou catégories, prenant en compte le confort, les services et les équipements proposés.
Certains organismes privés ont créé leur propre système de classement (« Clévacances », « Épis », « Tridents », etc.).
La notion de « Club » est renforcée par des équipes d'animateurs proposant des loisirs artistiques (Ateliers artisanaux, spectacles vivants, soirées dansantes, etc.), culturels (Expositions, visites de monuments, de parcs naturels, etc.) ou sportifs (randonnées, remise en forme, compétitions sportives, etc.) pour le public accueilli. Certaines de ces activités peuvent être proposées à l'ensemble de la collectivité ou être adaptées pour des groupes d'adultes, d'enfants ou d'adolescents.
Des labels précisent les engagements pris par les gestionnaires de villages. Ils peuvent être à destination de l'environnement, de l'enfance, de l'équité, des personnes handicapées ou des naturistes.
Écovillage de vacances ou écogîte sont des termes utilisés pour décrire un village de vacances ou une résidence de tourisme qui a pris des engagements au sein de sa structure et de ses services afin de minimiser son impact sur l'environnement. Ces engagements sont certifiés par un label environnemental tel que La Clef Verte, de l'office français de la Fondation pour l'éducation à l'environnement, ou par l'Écolabel européen.
En France, pour éviter les confusions, les acteurs du tourisme ont mis en place avec l'État un système de classification de 1 à 5 étoiles depuis 2010.

## Services et équipements

### Services
Les villages de vacances sont souvent équipés de services en lien avec la vie de tous les jours, comme une boulangerie, des commerces de proximité et d'alimentation, une laverie automatique, un service de garde d'enfants ou un service postal. On y trouve également des bars, restaurants et discothèques. Certains villages proposent aussi des services issus de l'hôtellerie tels que la fourniture de draps ou des « lits fait à l'arrivée », la fourniture de linge de maison, le ménage ou le kit pour le ménage, les repas au restaurant, en pension ou demi-pension. Ces prestations peuvent être comprises ou optionnelles.
Mais le village de vacances se distingue surtout par sa notion de « club », qui consiste à proposer, outre le logement et les services précités, des animations et des activités de loisirs variées, qu'elles soient à pratiquer collectivement ou individuellement.

### Équipements
Ces villages disposent d'équipements, parfois nombreux, consacrés aux activités de loisir, permettant aux vacanciers d'y rester durant la totalité de leur séjour s'ils le désirent. Pour la plupart, il s'agit d'infrastructures pour la pratique de jeux de plein air, de sports ou de jeux sportifs ou encore des activités aquatiques et de relaxation (plage, piscine, sauna, spa, hammam, etc.). Il peut également s'agir d'un petit parc de loisirs réservé aux résidents du village.

## Enseignes et exploitants

### Associations de tourisme
Les villages de vacances peuvent être gérés par des associations à but non lucratif telles que la Caisse suisse de voyage, en Suisse, Ternélia Tourisme, Cap France et VVF Villages, en France. Ces trois dernières sont fédérées par l'union nationale des associations de tourisme et de plein air (Unat). Les villages associatifs membres de l'Unat sont gérés via leur site web Les Villages Vacances.
Villages Vacances Familles, fondés en 1958, était une association loi de 1901 devenue une société anonyme en 1997 sous l'appellation VVF Vacances. Une partie de ses sites sont retournés dans le secteur associatif en formant VVF Villages. La société VVF Vacances est aujourd'hui connue sous le nom de Belambra Clubs.
À l'image de VVF Vacances, certaines associations sont par la suite devenues des entreprises commerciales.
VTF Vacances Très Familles est une association locale française Loi 1908 regroupant des villages vacances. Fondée en 1956, l'association VTF Vacances ou Vacances Tourisme Familles a été fondée par des militants familiaux et syndicaux, elle a pour principe fondateur le droit aux vacances pour tous.

### Entreprises commerciales

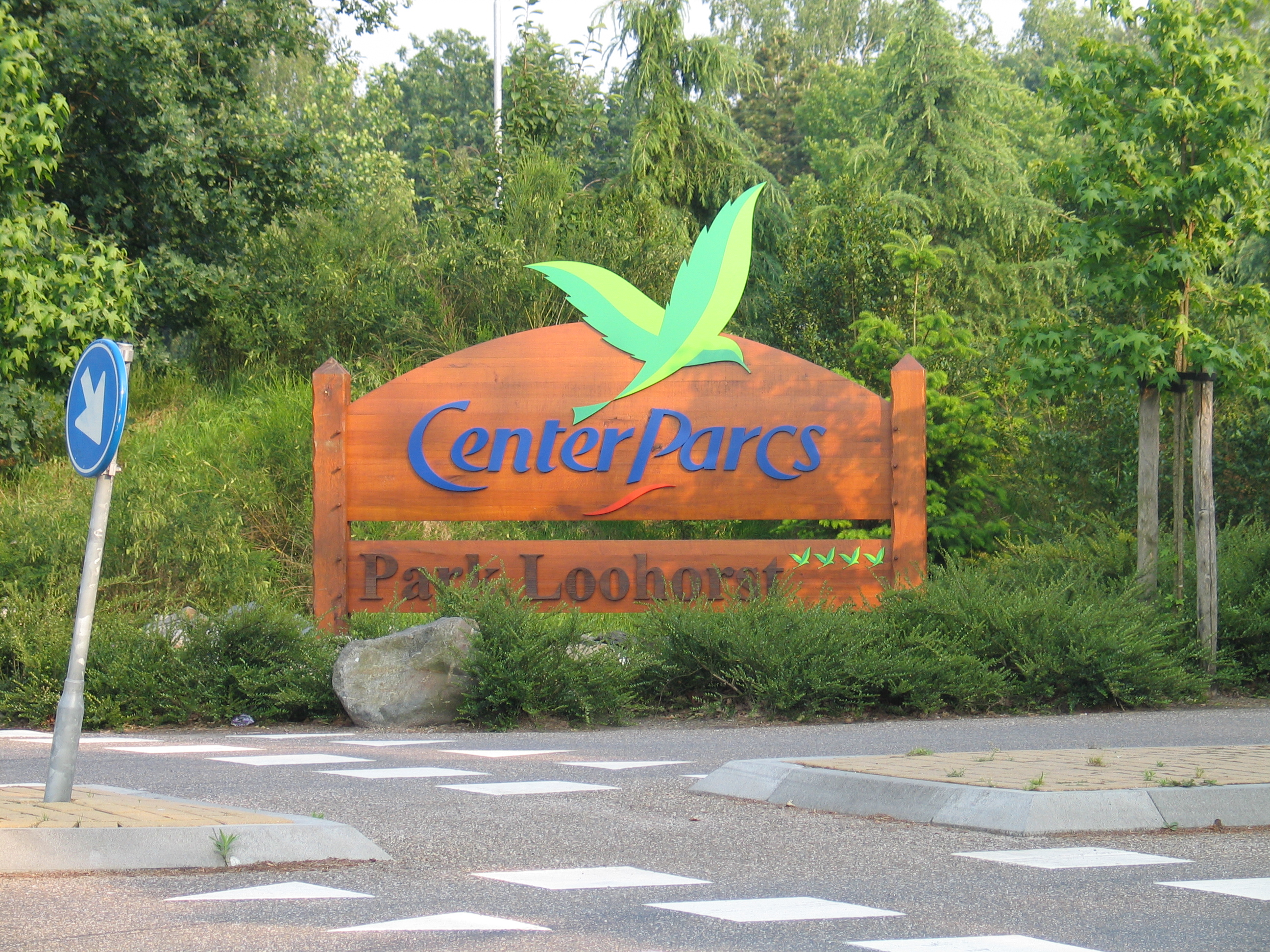
Entrée d'un village Center Parcs aux Pays-Bas.

Parmi les sociétés issues d'associations de tourisme, se trouve le Club Méditerranée, ou « Club Med », créé sous la forme d'une association loi de 1901 le 27 avril 1950 et devenue une société anonyme en 1957. Selon son site officiel, le groupe français possède 80 villages de vacances dans le monde en 2013. Villages clubs du soleil est une société créée en 1998, à la tête d'une dizaine de villages de vacances. Son créateur et unique actionnaire est l'association homonyme créée le 1er mars 1960. Belambra Clubs est issue de l'association Villages Vacances Familles, devenue par la suite la société VVF Vacances. Certains de ses villages sont retournés dans le monde associatif sous le nom de VVF Villages.
Le groupe français Pierre & Vacances-Center Parcs est créé en 1967 comme simple société et devient un important acteur du tourisme avec le rachat de plusieurs groupes tels que la société néerlandaise Center Parcs, créée en 1968 et rachetée en 2001, et la société belge Sunparks, créée en 1989 et rachetée en 2007.
Homair Vacances est une société anonyme française créée en 1989. Elle propose plus de 120 destinations en France, en Italie, en Espagne, en Croatie, au Portugal et en Autriche.
Yelloh! Village est une société anonyme française créée en 2000, gérante d'une cinquantaine de campings d'hôtellerie de plein air en France et en Espagne.
Le groupe américain The Walt Disney Company possède plusieurs villages de vacances via sa filiale Disney Parks, Experiences and Products. Aux États-Unis, le Disney Vacation Club est un programme fonctionnant sur le principe du timeshare. Le concept varie entre hôtel et village ; certains étant même développés dans des hôtels de la compagnie déjà existants, au cœur de leurs complexes de loisirs.
En France, Euro Disney et le groupe Pierre & Vacances-Center Parcs se sont associés dans la création d'un village de vacances axé sur le développement durable et situé à proximité de Disneyland Paris, les Villages Nature Paris, ouvert en 2017. Ce village repose sur le système d'investisseurs particuliers propre au groupe Pierre & Vacances.

#### Financements particuliers
Des sociétés comme Pierre & Vacances financent une partie de leurs villages résidentiels de tourisme via des offres d'investissements locatifs ouvertes aux particuliers. Les investisseurs deviennent propriétaires fonciers d'une unité de logement dans un village de vacances. Cette propriété est cependant limitée par un contrat avec la société.
Dans certains contrats, l'investisseur ne peut jouir de son bien que sur certaines conditions, mais il bénéficie d'un loyer annuel garanti par l'exploitant. En dehors de ces périodes, le bien est exploité par la société gestionnaire de l'enseigne qui s'occupe aussi des équipements et des parties communes.
L'immobilier à temps partagé, ou « timeshare », est une forme dérivée de la propriété partagée pouvant être proposée par certains exploitants de villages résidentiel de tourisme. Dans ce système, c'est le droit d'occupation des unités de logement qui est détenu par plusieurs acheteurs, et non la propriété foncière en elle-même. Chacun de ces copropriétaires peut disposer du logement à des dates prédéfinies. Très répandu aux États-Unis, le timeshare est impopulaire en France à la suite des multiplications d'escroqueries dans ce domaine,.

## Exemples

### France

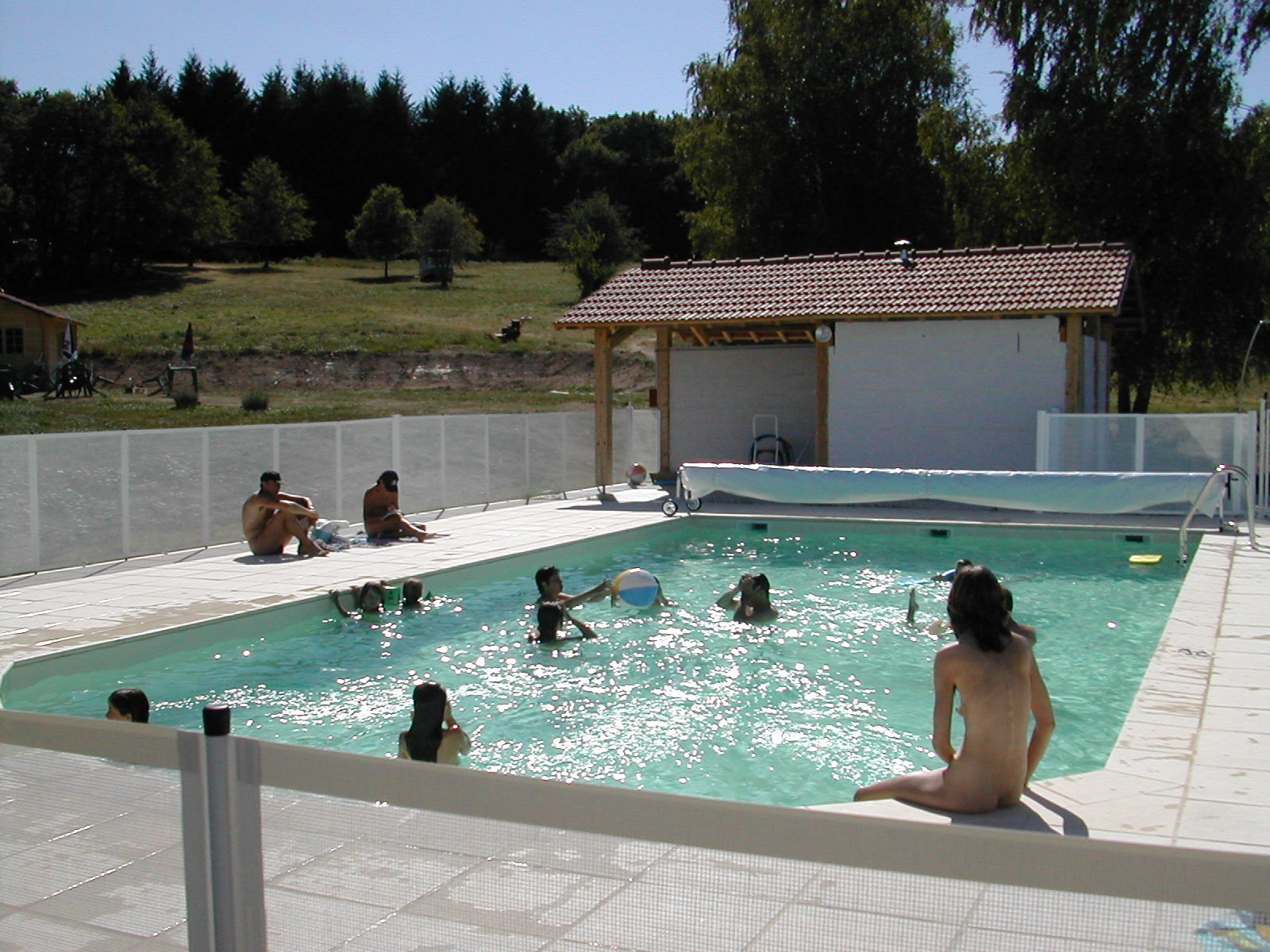
Domaine des Monts de Bussy, un centre de vacances naturiste dans le Limousin.

Définition officielle selon le code du tourisme en France : 

« Est considéré comme village de vacances tout centre d'hébergement, faisant l'objet d'une exploitation globale de caractère commercial ou non, destiné à assurer des séjours de vacances, selon un prix forfaitaire comportant, outre la pension, l'usage d'équipements communs, d'installations sportives et de distractions collectives.
Tous les éléments constitutifs d'un village de vacances sont regroupés sur un même terrain et comportent des bâtiments construits en matériaux traditionnels sur fondations, sous réserve des dispositions des articles D. 325-3-2, D. 325-3-3 et D. 325-3-4.
Peuvent seuls être dénommés villages de vacances ceux qui satisfont aux conditions énumérées aux articles D. 325-2 et suivants.
Les établissements à but non lucratif et à caractère spécifiquement social, ayant le caractère de maisons familiales de vacances, demeurent soumis à la réglementation qui leur est propre. »

En France, depuis 2010, les villages de vacances peuvent être classés de 1 à 5 étoiles selon le code du tourisme,. Ils étaient classés de 1 à 3 « lutins », et « confort » ou « grand confort », par l'union nationale des associations de tourisme et de plein air (Unat) jusqu'en juillet 2012.
La fédération française de naturisme appelle centre de vacances les hébergements touristiques commerciaux accueillant les naturistes.

### Québec
Définition officielle selon la règlementation sur les établissements d'hébergement touristique au Québec : 

« Centres de vacances : établissements où est offert de l'hébergement, incluant des services de restauration ou des services d'auto cuisine, des activités récréatives ou des services d'animation, ainsi que des aménagements et équipements de loisir, moyennant un prix forfaitaire. »

Au Québec, l'appellation officielle est « centre de vacances ». Ils sont classifiés selon une échelle de 0 à 5 étoiles par le ministère du Tourisme et certifiés par la corporation de l'industrie touristique du Québec (CITQ). « Cette classification comprend les établissements qui offrent, moyennant un prix forfaitaire, l’hébergement, la restauration ou la possibilité de cuisiner soi-même, l’animation et des équipements de loisir ».

## Culture populaire
- Les Bronzés est un film français de Patrice Leconte sorti le 22 novembre 1978 dont l'action se situe dans un Club de vacances sans nom ; le film est tourné dans un Club Med de Côte d'Ivoire.
- À la recherche du paradis perdu est un documentaire de Robert Salis sorti le 1er juillet 1998 et filmé en majeure partie dans des villages de tourisme naturiste.
- Les Bidochon en vacances est un album de bande dessinée, de la série Les Bidochons de Christian Binet, paru en 1981 et se déroulant dans un village de vacances en Bretagne.